# Ionel, Ionelule
Ionel, Ionelule ist ein rumänischer Schlager des Komponisten und Journalisten George Sbârcea (Pseudonym: Claude Romano). Das Lied wurde 1937 veröffentlicht.

## Hintergrund

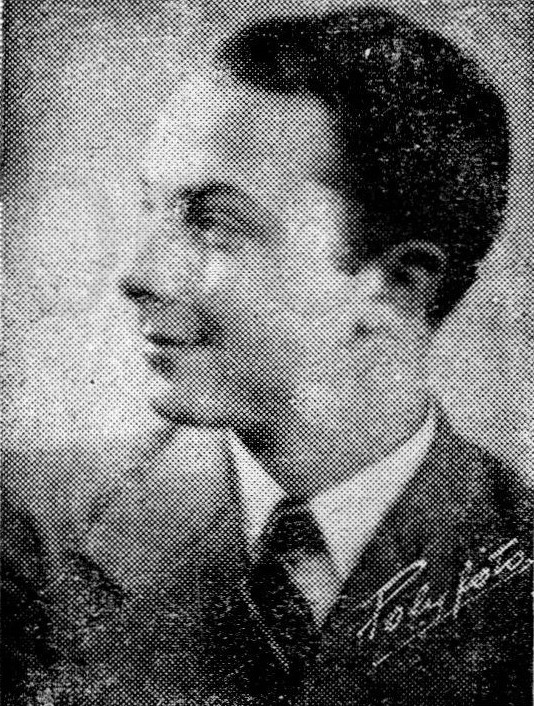
George Sbârcea

George Sbârcea war erfolgreicher Komponist rumänischer Tangos und gehörte den führenden jungen Liedermachern und Komponisten der rumänischen Zwischenkriegszeit. Während seines Engagements im Bukarester Revuetheater Alhambra wurde ihm von den Direktoren gedroht, er werde entlassen, wenn er nicht einen Hit schreiben würde. Das Ergebnis war Ionel, Ionelule mit einem Text von Nicușor Constantinescu und Nicolae Vladoianu. Sbârceas Angaben zufolge habe er die Melodie in einer Kabine des Theaters, allein mit einem Klavier, Kaffee und Zigaretten geschrieben. Das Lied wurde zuerst von dem Duo Lulu Nicolau und Lisette Verea interpretiert und von Petre Alexandru auf Schallplatte aufgenommen. Der Schager war sofort erfolgreich. Später wurde Ionel, Ionelule in die anekdotische Sammlung Muza Veselă (1963, 1969) aufgenommen und von zahlreichen bekannten rumänischen Sängerinnen und Sängern wie Gică Petrescu, Petre Alexandru, Svetlana Sabau, Dorina Matara Tarnoveanu, Maria Pietraru, Tudor Gheorghe und Gheorghe Dinică gesungen.

## Liedtext
1. Când se duce luna la culcare
Cine ne stă beat în cârciumioare
Şi în fiecare dimineaţă
Cine stă cu felinaru-n braţe.

2. Este Ionel bată-l norocul
Care bea ca să-şi înece focul
Focul care-i frânge inimioara
Fiindcă nu-l iubeşte Mărioara.

Refrain: Ionel, Ionelule
Nu mai bea, băiatule
Ionel, Ionelule
Fiindcă te râd fetele…hei!

3. Ce-ai găsit Ionel la Mărioara
Că ţi-a pus pe flăcări inimioara
Pentru ce să plângi tu, măi băiete
Când Pământul este plin de fete.

4. Dacă vrei să uiţi pe Mărioara
Hai pe câmp cu mine într-o seară
Să culegem albe floricele
Să visăm la lună şi la stele.

Refrain: Ionel, Ionelule
Nu mai bea băiatule
Ionel, Ionelule
Fiindcă te râd fetele.
La-la-la...